# Rallye Alger-Le Cap
Le Rallye Alger-Le Cap (ou Raid Méditerranée-Le Cap) était une compétition automobile de rallye organisée par Les Amis du Sahara et de l’Eurafrique avec le concours de divers Automobiles Clubs africains dont l’Association sportive de l’automobile club d’Alger, sous le contrôle après-guerre de la Fédération Internationale de l’Automobile, pour des voitures et des camions.

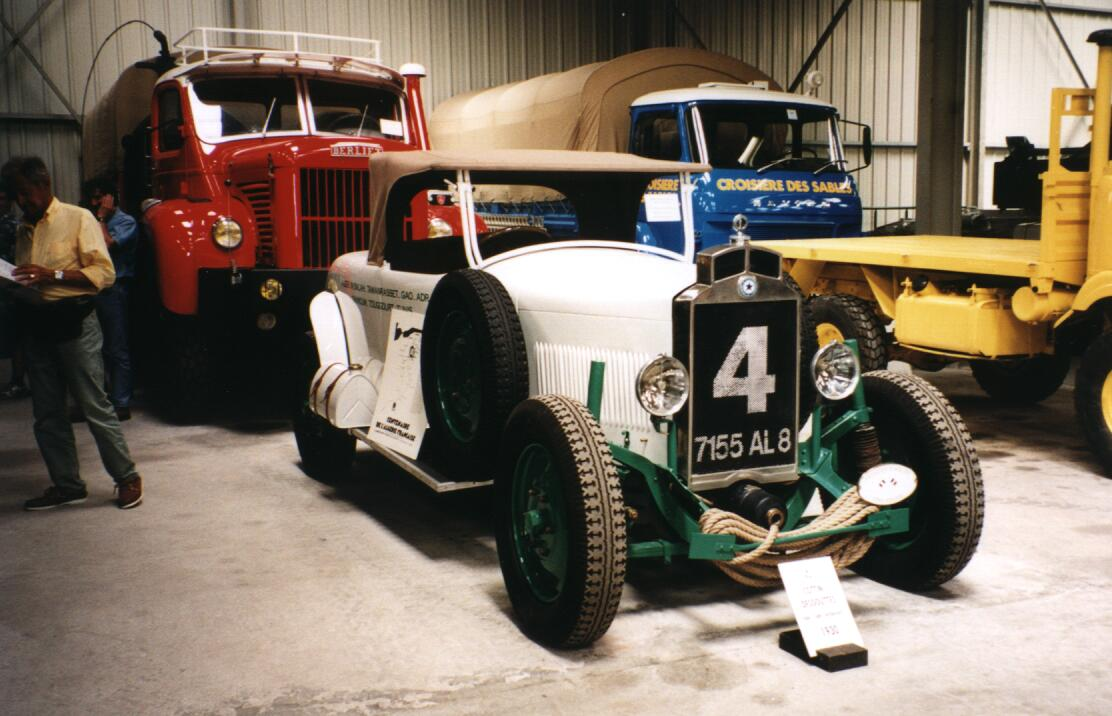
Véhicule Cottin & Desgouttes type Sahara, vainqueur en 1930 (restauration par la Fondation Berliet).

## Prélude (1924)
Dès 1924 le capitaine Delingette et son épouse accompagnés par le mécanicien Bonnaure (initialement chauffeur du raid transsaharien Gradis) traversèrent le continent africain du nord au sud (Oran-Le Cap, en passant par Nairobi, Elisabethville et Johannesburg), pour un "Voyage d'étude et de propagande français, seuls et sans organisation" sur 23 000 kilomètres avec un véhicule Renault 6 roues de 10CV.

## Gestation (1930)
Le général de brigade Octave Meynier conçut et organisa la première édition de l'épreuve, tout comme vingt ans auparavant celle du Rallye Méditerranée- Niger (ou Rallye transsaharien, ou Rallye Alger-Gao, dit "touristique") entre février et mars 1930 sur plus de 6 000 km à l’occasion du centenaire de l’Algérie Française, 11 écuries chacune de 4 voitures prenant alors le départ. Furent déclarés vainqueurs les quatre véhicules Cottin & Desgouttes "Sans Secousses" type TA de 1929.

## 1reédition(1951)

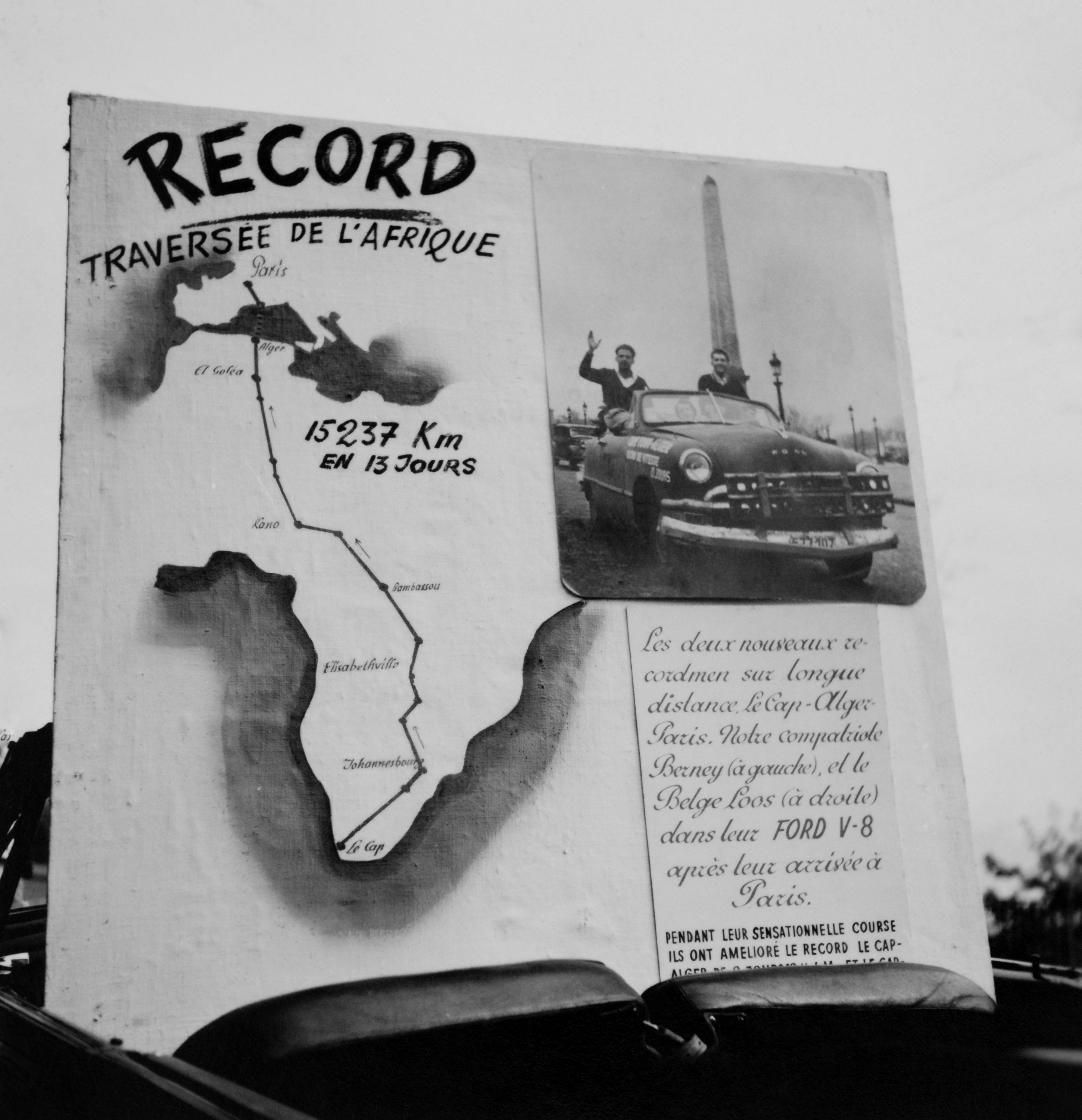
Panneau annonçant le record de rallye de Loos et Berney en 1951.

La course se déroula sur 15 000 kilomètres en 11 étapes du 30 décembre 1950 au 23 janvier 1951, dont simplement 700 sur routes bitumées, avec 32 véhicules partants (75 équipiers et 7 nations) pour 31 arrivés. Une équipe militaire française sur pick-up Delahaye, appartenant à la Première catégorie, celle des tout-terrains, remporta l'épreuve sur l'un des six véhicules de ce type engagés par la marque, répartis en deux groupes. Le capitaine Monnier et le colonel Henri Debrus faisaient partie de l'équipage victorieux. Pour les voitures, en classe >2L. Veglia l'emporta sur Willys-Jeep, en classe 1.1 à 2L. Lapalu sur Land Rover fut le vainqueur, et en moins de 1.1L. Mme D'Ieteren devint lauréate, sur Volkswagen. Durant la même période, André Mercier et Charles de Cortanze (vainqueur de classe à Liège-Rome-Liège en 1950 sur 203) couvrirent -indépendamment- un trajet inverse à celui de l'épreuve en moins de 17 jours seulement, sur Peugeot 203 entre le 26 décembre 1950 et le 11 janvier 1951 (15 020 kilomètres). Ce record a de nouveau été battu par le belge Henri Loos et le suisse Henri Maurice Berney, entre le 16 mars et le 29 mars 1951 sur Ford (15 237 kilomètres de Le Cap à Paris), en 13 jours, 13 heures en 19 minutes.

## 2eédition(1953)
Devant le succès rencontré d'emblée par le rallye, le même trajet fut alors emprunté par les concurrents sur près de 16 000 kilomètres en février, durant 25 jours. Fut déclarée vainqueur une Fiat 1900 type Kontiki tout spécialement préparée, emmenée par l'équipage turinois d'usine Bruno Martignoni, Gilo Rabezzana et Franco Mazzuccheli. Elle fut triomphalement exposée sur le stand Fiat du Salon de l'automobile de Turin 1953.
(Le 12 mars 1953, le capitaine Jean Heurtaux et le colonel Marceau Crespin furent mandatés par l'armée française pour ramener une Delahaye type 235 Coach 6 cylindres 3.6L. de 152CV, en empruntant la route du Hoggar. Cette voiture venait de terminer dixième du rallye avec le commandant Pottier, le capitaine de Courcel et le sergent chef Houard. La chose fut faite en 10 jours, 5 heures et 15 minutes, ce qui constitua à l'époque un nouveau record de la distance sud-nord africaine établi entre le Cap et Alger, établi sur 14 300 kilomètres. Toujours indépendamment de l'épreuve, du 19 décembre 1953 au 25 janvier 1954, Michel Bernier et Jacques Duvey effectuèrent un peu auparavant le trajet du Cap à Alger sur 17 500 kilomètres seuls à bord d'une 2CV, avant d'aller classer leur véhicule au Rallye Monte-Carlo après une bifurcation par Oslo...)

## 3eédition(1956)
Elle se déroula du 11 janvier au 25 février, sur le trajet inversé Le Cap-Alger, en 44 jours avec six voitures sur 13 500 kilomètres de distance. Terminèrent premiers ex-æquos des équipages italo-suisses, Bruno Martignoni-Schwartz sur Fiat 1100 TV et le Docteur Haldeman (grand père d'Elon Musk) sur Ford "Ranch Wagon" 5.4L (sur le deuxième tronçon Stanleyville-Alger de 6 812 km Marinai et Martine l'emportèrent sur Peugeot 203 (premier tronçon Martignoni-Schwartz du Cap à Stanleyville, sur 6 730 km)).

## 4eédition(1959)
Après 44 jours de course du 7 janvier au 20 février, l'Allemand Karl Kling associé au copilote Rainer Günzler remporta l'épreuve sur Mercedes 190D officielle, le Belge Olivier Gendebien terminant deuxième avec son épouse sur ID 19. Peugeot gagna la Coupe des Marques grâce à ses 203 (avec Henriot et les équipages Cochard / Laverny, Paysant / Largo et Gain / Gain), ainsi que la Coupe des Dames avec Henriot, Paysant et Largo, toutes trois épouses de membres des équipages masculins précités. La catégorie camions fut remportée par l'équipage Bachir Rouighi (propriétaire d'une compagnie de transports transsahariens) / Pellerin sur UNIC Verdon 6 cylindres de 130CV et 12 tonnes.

## 5eédition(1961)
La route du nouvel état zaïrois étant désormais fermée, l'épreuve se raccourcit et devint alors le Rallye international Alger-Bangui-Alger, ou Rallye Alger-Centrafrique-et retour, sur 11 500 kilomètres couverts en 18 jours au mois de janvier par 15 voitures. La course devint essentiellement "de performance", bien que La Route Africaine (une épreuve "touristique"), fut conjointement mise sur pied durant 34 jours. Kling et Günzler en devinrent encore les lauréats, désormais sur un modèle 220SE de la firme de Stuttgart. Olivier Gendebien termina cette fois 4e avec son compatriote Lucien Bianchi, toujours sur une ID19, alors que Paul Frère et Jean Vinatier furent 3e. La Coupe des Dames revint à Annie Soisbault et à sa copilote Michèle Cancre, sur le même modèle.

## Anecdotes
- Quelques pugilats furent à déplorer entre concurrents en 1951, un homme étant même abandonné dans le désert par son propre équipier car jugé indésirable[16].
- En 1971, le concepteur et recordman automobile Richard Noble accomplit un raid Londres-Le Cap, et retour en passant par l'Inde.
- En 1972, les frères Claude et Bernard Marreau ainsi qu'Yvon Garin remportèrent sur Renault 12 Gordini un nouveau Raid Transafricain le Cap-Alger de 15 432 kilomètres. Leur temps réalisé pour la traversé transcontinentale sud-nord n'est toujours pas égalé à ce jour.
- En 1992, Gilbert Sabine organisa le rallye-raid Paris-Syrte-Le Cap sur 11 000 kilomètres pour la XIVe édition du Rallye Dakar. Il a été remporté par Hubert Auriol et Philippe Monnet sur Mitsubishi Pajero en catégorie autos, par Stéphane Peterhansel en catégorie motos sur Yamaha YZE750T et par Francesco Perlini, Giorgio Albiero et Claudio Vinante en catégorie camions sur Perlini.

## Vidéothèque
- Rallye Saharien Algérie Niger 1930 - Cottin Desgouttes (Fondation Berliet);
- Renault Le Cap, réalisateur Serge de Poligny 1er janvier 1951 (INA, 45 min 44 s). Serge de Poligny a réalisé également, en 1951, le documentaire Alger - Le Cap.